# 케플러 초신성
케플러 초신성(Kapler's Supernova, SN 1604)는 우리 은하에서 폭발한 Ia형 초신성으로, 뱀주인자리 방향에 있었다. 1604년에 관측되어 요하네스 케플러가 기록을 남겼기 때문에 그의 이름이 붙었다. 폭발 장소는 태양계에서 6 킬로파섹(약 20,000 광년) 정도로 생각된다.
케플러 초신성의 초신성 잔해는 매우 ‘모범적’일 정도로 전형적인 형태이며, 현재까지 다양한 천문학 연구의 대상이 되고 있다.

## 관측
1604년에 처음 관측된 케플러 초신성은 육안으로 봤을 때 밤하늘의 어떤 항성보다도 밝았으며, 금성을 제외한 나머지 행성들보다도 밝았다. 실시등급은 -2.5등급, 3주 이상 관측 가능했다.
케플러를 비롯해 중국, 한국, 아랍의 기록에서 이 초신성에 관한 기록을 찾아볼 수 있다. 유럽과 한국의 기록은 시간에 따른 겉보기 밝기의 변화를 써놓았기 때문에 이 초신성을 연구하기 위한 자료로 쓰이며, 특히 케플러 초신성이 Ia형 초신성이라는 것을 밝히는 데에 도움을 주었다.

### 유럽
이 초신성은 1604년 10월 9일에 북이탈리아에서 처음으로 관측되었다. 과학혁명 당시 천문학의 거장, 요하네스 케플러는 동년 10월 17일부터 프라하에서 관측에 착수했다. 케플러는 《뱀주인자리의 발 부분에 있는 신성》(De Stella nova in pede Serpentarii)이라는 제목의 책을 통해 거의 1년을 바쳐 이 천체를 연구했고, 초신성에는 케플러의 이름이 붙여지게 되었다.
케플러 초신성은 1572년에 튀코 브라헤가 카시오페아자리에서 발견한 초신성 1572에 이어, 당대에 발견된 두 번째 초신성이었다. 이후 1885년 이래 안드로메다 은하에서 안드로메다자리 S를 시작으로 외부 은하들에서 풍부한 양의 초신성이 발견된 것에 비해, 현재까지 우리 은하에서는 더 이상의 초신성이 발견되지 않고 있다. 전파 탐지 등을 통한 다른 초신성의 존재 가능성은 충분하지만, 2012년 기준으로 육안으로 그 실재가 확인된 우리 은하 내의 초신성은 케플러 초신성이 마지막이다.

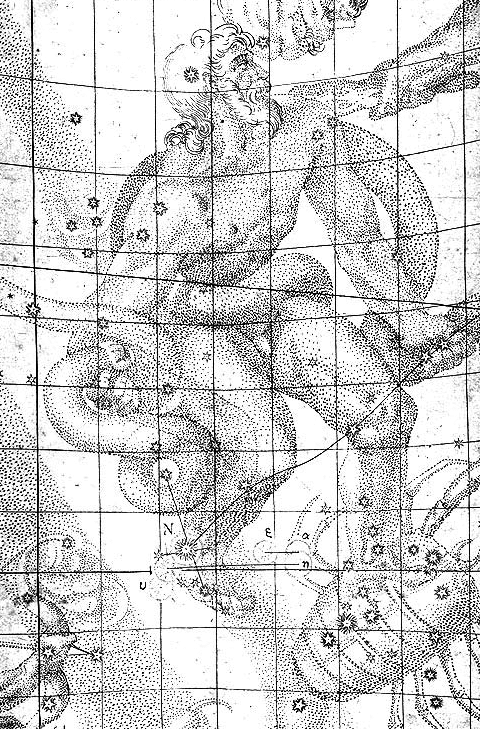
케플러의 책에 그려진 초신성의 위치 (뱀주인자리의 오른발목에 알파벳 ‘N’으로 표시.)

### 한국
케플러 초신성은 조선왕조실록에 기록되어 있다. 선조 37년(1604년) 9월 21일(양력 10월 13일)부터 시작하여 7개월에 걸쳐 위치와 밝기를 관측한 결과가 쓰여 있다.

밤 1경에 객성이 미수 10도에 있어, (북)극과는 110도 떨어져 있었으니, 형체는 세성(목성)보다 작고 색은 누르고 붉으며 동요하였다.
夜(有)一更, 客星在尾宿十度, 去極一百一十度, 形體小於歲星, 色黃赤, 動搖。 
— 선조실록 178권, 선조 37년 9월 21일 무진

## 같이 보기
- 초신성잔해 목록
- 초신성 목록